# 슈바벤 관구

16세기 시작 무렵의 슈바벤 관구

슈바벤 관구(Schwäbischer Reichskreis, 또는 Schwäbischer Kreis)는 1500년 옛 독일의 슈바벤 부족 공국 지역에 세워진 신성 로마 제국의 관구이다. 오스트리아령 슈바벤 영역의 합스부르크의 본토는 이 관구에 포함되지 않았으며, 구스위스 연방의 회원국들과 라인강 서쪽의 알자스 지역은 라인 강 상류 관구에 속했다. 이 조직의 전신인 1488년의 슈바벤 동맹은 16세기 종교 개혁 동안 해체되었다.

## 행정

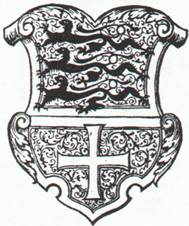
1737년의 슈바벤 관구 문장

슈바벤 관구의 책임자는 콘스탄츠 주교 (1803년 독일의 병합화 이후 바덴의 변경백으로 대체) 와 뷔템베르크 공작들이였으며; 관구 의회 회의는 일반적으로 울름의 제국 도시에서 열렸다. 주로 다량의 아주 작은 소국들로 쪼개져있었음에도 슈바벤 관구는 효과적인 행정을 해냈으며, 동쪽으로부터 프랑스의 확장을 고려하여, 1694년부터 켈 요새를 기반으로 하는 자체 군대를 유지하기도 했다.
1792년 슈바벤 관구는 88개의 소속 국가로 이뤄졌으며, 이중 뷔템베르크 공국, 바덴 변경백국, 아우구스부르크 주교국만이 주 핵심 국가였다. 신성 로마 제국 사절회의 주요 결의안은 회원국들을 41개국, 1806년 라인 동맹은 7개국(해당 영토는 바이에른의 소유가 되었다)으로 감소시켰다.

## 구성
슈바벤 관구는 다음의 국가들로 이뤄졌다:
| 명칭                         | 정부 유형      | 참고 |
| ---------------------------- | -------------- | --- |
| 알렌                         | 제국도시       | 1360년에 신성 로마 황제 카를 4세가 제국 자유령을 부여하였다. |
| 아우구스부르크               | 주교후국       | 11세기에 세워졌고, 15세기부터 딜링겐에 위치했었다. |
| 아우구스부르크               | 제국도시       | 1276년에 합스부르크의 루돌프 1세가 제국 자유령을 부여했다. |
| 아울렌도르프                 | 영주령         | 1350년 쯤부터 쾨니크제그의 영주가 소유했다. |
| 바어                         | 방백국         | 로트바일 주변 지역이며, 1283년 이래로 퓌르스텐베르크 공작들이 소유했다. |
| 바덴                         | 변경백국       | 1112년에 세워졌으며, 1535년부터 1771년까지 바덴두를라흐와 바덴바덴으로 나뉘었다. |
| 바덴바덴                     | 변경백국       | 1535년부터 바덴의 일부로서, 1705년부터는 라츠슈타트에 위치했으며, 1771년에 바덴두를라흐에 넘어갔다. |
| 바덴두를라흐                 | 변경백국       | 1535년부터 바덴의 일부이며, 1715년부터 카를스루에에 위치했다. |
| 바덴하흐베르크자우젠부르크   | 변경백국       | 마르크그라프럴란트 지역이며, 1503년에 바덴이 상속했다. |
| 바인트                       | 대수도원장후국 | 1376년에 제국 자유령을 얻었다. |
| 비베라흐안데어리스           | 제국도시       | 1281년에 합스부르크의 루돌프가 제국 자유령을 부여했다. |
| 본도르프                     | 영주령         | 1609년에 제국 자유령을 얻기 위해, 성 블라시오 수도원가 획득했다. |
| 보핑겐                       | 제국도시       | 1241년부터 제국 자유령을 얻었다. |
| 부흐아우                     | 대수도원장후국 | 819년에 경건왕 루트비히가 세웠다. |
| 부흐아우                     | 제국도시       | 13세기부터 제국 자유령을 얻었다. |
| 부흐호른                     | 제국도시       | 1275년에 합스부르크의 루돌프가 제국 자유령을 부여했다. |
| 콘스탄츠                     | 주교후국       | 585년에 세워져, 1155년에 프리드리히 1세가 제국 자유령을 승인하였으며, 1526년부터는 메어스부르크에 위치했다. |
| 딩켈스뷜                     | 제국도시       | 1351년부터 제국 자유령을 얻었다. |
| 에버스타인                   | 백국           | 1660년에 가계가 단절되어, 뷔템베르크가 상속했다. |
| 에글링겐                     | 영주령         | 1726년부터 트룬 운트 탁시스가 소유했다. |
| 에글로프스                   | 영주령         | 1661년부터 아벤스베르크 백작들이 다스렸다. |
| 엘싱겐                       | 대수도원장후국 | 1120년에 세워졌으며, 1485년에 제국 자유령을 얻었다. |
| 엘방겐                       | 사제장후국     | 1460년에 엘방엔 제국 수도원의 후신으로서 세워졌다. |
| 에슬링겐                     | 제국도시       | 1229년부터 제국 자유령을 얻었다. |
| 푸거                         | 남국           | 1507년에 옛 키르히베르크, 바이센호른 백국을 획득했고, 1511년에 막시밀리안 1세에게 귀족 작위를 부여받았으며, 1530년에는 세습 제국 백작 작위를 얻었다.                                                                          |
| 퓌르스텐베르크               | 백국           | 여러 영토를 지녔으며, 1218년에 베르히톨트 5세 폰 체링겐의 유산을 통해 세워졌고, 1441년 이래로 퓌르스텐베르크바르에 속했다. |
| 퓌르스텐베르크블룸베르크     | 백국           | 1559년부터 분리되었다가, 1614년에 다시 합쳐졌다. |
| 퓌르스텐베르크메스키르히     | 백국           | 1614년부터 퓌르스텐베르크블룸베르크에서 분리되었다가, 1716년에 공국으로 성장했고, 1744년에 퓌르스텐베르크퓌르스텐베르크에 상속되었다.                                                                                         |
| 퓌르스텐베르크슈튈링겐       | 백국           | 1614년부터 퓌르스텐베르크블룸베르크에서 분리되었다가, 다시 퓌르스텐베르크퓌르스텐베르크와 퓌르스텐베르크바이트라끼리 합쳐졌다.                                                                                                |
| 퓌르스텐베르크하일리겐베르크 | 백국           | 1559년부터 분리되었다가, 1664년에 공국으로 성장했고, 1744년에 퓌르스텐베르크퓌르스텐베르크에 상속되었다. |
| 겡겐바흐                     | 대수도원장후국 | 730년에 성 피르민이 세웠으며, 1007년에 신성 로마 제국의 황제 하인리히 2세에 의해 밤베르크 영주 대주교국에게 주어졌다. |
| 겡겐바흐                     | 제국도시       | 1360년부터 제국 자유령을 얻었다. |
| 깅엔안더브렌츠               | 제국도시       | 1391년부터 제국 자유령을 얻었다. |
| 군델핑겐                     | 영주령         | 1507년에 바덴이 차지했다. |
| 구텐젤                       | 대수도원장후국 | 1237년에 세워져, 1437년 신성 로마 제국의 황제 지기스문트에게서 제국 자유령을 얻었다. |
| 하우젠                       | 영주령         | 보이론 인근 하우젠 성 인근 지역이며, 1682년에 푸거가 차지했고, 1735년에 카스텔이 획득했다. |
| 헤크바흐                     | 대수도원장후국 | 1231년에 세워져, 1428년에 제국 자유령을 얻었다. |
| 하일브론                     | 제국 도시      | 1371년에 카를 4세에게서 제국 자유령을 얻었다. |
| 하일리겐베르크               | 백국           | 1535년부터 퓌르스텐베르크 백작이 소유했다. |
| 호에넴스                     | 백국           | 1560년에 신성 로마 제국의 황제 페르디난트 1세에게 제국 자유령을 부여받았고, 1765년에 합스부르크 가문이 차지했다. |
| 호헨게롤트제크               | 백국           | 948년부터 1636년까지 팔츠 백작들이 소유했었고, 1711년부터 제국 백작들의 것였다가 1807년부터 라이엔 가문이 차지했으며, 1806년에 라이엔 공국이 얻었다.                                                                          |
| 호엔회벤                     | 영주령         | 1415년에 세워져, 1582년에 파펜하임 공국이 슈튈링엔과 함께 획득했으며, 1639년에 퓌르스텐베르크슈튈링엔이 차지했다. |
| 호엔촐레른                   | 백국           | 11세기에 촐레른 백국이 세워졌고, 1576년에 분리되었다. |
| 호엔촐레른헤힝겐             | 백국           | 1576년부터 호엔촐레른의 일부였고, 1623년에 공국으로 성장했다. |
| 호엔촐레른하이게를로흐       | 백국           | 옛 하이게를로흐 영주령으로서, 1576년에 호엔촐레른의 일부였고, 1767년에 호엔촐레른지크마링겐가 상속했다. |
| 호엔촐레른지크마링겐         | 백국           | 1576년부터 호엔촐레른의 일부였고, 1623년에 공국으로 성장했다. |
| 이르제                       | 대수도원장후국 | 1186년에 세워졌고, 1694년에 제국 자유령을 얻었다. |
| 이스니                       | 제국도시       | 1365년에 제국 자유령을 얻었다. |
| 유스팅겐                     | 영주령         | 셸클링겐 인근 유스팅겐 성 주변의 영역이며, 1751년에 뷔템베르크가 획득했다. |
| 카이스하임                   | 대수도원장후국 | 1133년에 세워졌고, 1346년 이후로 제국 수도원령이 되었다. |
| 카우프보이렌                 | 제국도시       | 1286년에 합스부르크의 루돌프에 의해 제국 자유령을 얻었다. |
| 켐프텐                       | 대수도원장후국 | 752년에 세워졌고, 1062년에 신성 로마 제국의 황제 하인리히 4세에게 제국 자유령을 얻었다. |
| 켐프텐                       | 제국도시       | 1289년에 합스부르크의 루돌프에 의해 제국 자유령을 얻었다. |
| 킨지히탈                     | 영주령         | 볼파흐 인근 지역이며, 1291년 이후로 퓌르스텐베르크가 소유했다. |
| 클레트가우                   | 방백국         | 줄츠 백작들이 소유했으며, 1698년에 슈바르첸베르크 가문이 획득했다. |
| 쾨니크제그                   | 영주령         | 구겐하우젠 인근 지역이며, 1565년에 로텐펠스의 제국 백작이 획득했고, 1621년부터 남국이 되었다가, 1622년에 분리되었다. |
| 쾨니크제그아울렌도르프       | 영주령         | 1622년부터 쾨니크제그의 일부였으며, 1629년부터 제국백국이 되었다. |
| 쾨니크제그로텐펠스           | 영주령         | 1622년부터 쾨니크제그의 일부였으며, 1629년부터 제국백국이 되었다. |
| 로이트키르히                 | 제국도시       | 1293년에 아돌프 폰 나사우에게 제국 자유령을 얻었다. |
| 리히텐슈타인                 | 후국           | 옛 파두츠 백국과 셸렌베르크 영주령의 영역이며, 1510년에 줄츠와 클레트가우의 백작들이 획득했으며, sold to Hohenems in 1613년에 호에넴스에 매각을 하였으며, 1699년(셸렌베르크)과 1712년(파두츠)에 리히텐슈타인 가에 매각되었다. |
| 린다우                       | 대수도원장후국 | 822년에 세워졌고, 1466년에 제국 자유령을 얻었다. |
| 린다우                       | 제국도시       | 1275년에 합스부르크의 루돌프에게서 제국 자유령을 얻었다. |
| 마이나우                     | 사령관부       | 1272년 이후로 튜턴 기사단이 소유한 행정지이다. |
| 마르히탈                     | 대수도원장후국 | 776년에 세워졌으며, 1500년에 제국 자유령을 얻었다. |
| 메밍겐                       | 제국도시       | 1286년에 합스부르크의 루돌프에게 제국 자유령을 얻었다. |
| 메스키르히                   | 영주령         | 1354년 이래로 치메른의 백작들이 소유했으며, 1594년에 헬펜슈타인 가문의 소유가 되었고, 1627년부터 퓌르스텐베르크메스키르히의 영토가 되었다.                                                                                    |
| 민델하임                     | 영주령         | 1467년 이래로 프룬즈베르크 가문이 소유했으며, 1586년에 바이에른 공국에게 넘어갔고, 1705년부터 1714년까지 민델하임의 대공으로서 제1대 말버러 공작 존 처칠가 소유했다.                                                          |
| 네레스하임                   | 대수도원장후국 | 1095년에 세워졌고, 오이겐발러슈타인 가문에 의해 제국 자유령에 대해 이의를 제기했었으며, 1764년에 신성 로마 제국 대법원은 제국 자유령을 승인하였다.                                                                            |
| 뇌르틀링겐                   | 제국 도시      | 1215년에 호엔슈타우펜 가문의 프리드리히 2세에게서 제국 자유령을 얻었다. |
| 옥센하우젠                   | 대수도원장후국 | 1090년에 세워졌고, 1495년에 제국 자유령을 얻었다. |
| 오에팅겐                     | 백국           | 1522년에 분열되었다. |
| 오에팅겐오에팅겐             | 백국           | 1522년부터 오에팅겐의 일부였으며, 1674년에 후국으로 성장했고, 1731년에 가계가 단절되었다. |
| 오에팅겐발러슈타인           | 백국           | 1522년부터 오에팅겐의 일부였으며, 1774년에 후국으로 성장했다. |
| 오에팅겐슈필베르크           | 백국           | 1623부터 오에팅겐발러베르크의 일부였으며, 1734년에 후국으로 성장했다. |
| 오펜부르크                   | 제국도시       | 1240년에 호엔슈타우펜의 프리드리히 2세에게서 제국 자유령을 얻었다. |
| 페터스하우젠                 | 대수도원장후국 | 983년에 성 콘스탄츠의 게버하르트가 세웠고, 호엔슈타우펜의 프리드리히 2세에게서 제국 자유령을 얻었다. |
| 풀렌도르프                   | 제국도시       | 1220년에 호엔슈타우펜의 프리드리히 2세에게서 제국 자유령을 얻었다. |
| 라벤스부르크                 | 제국도시       | 1278년에 합스부르크의 루돌프에게서 제국 자유령을 얻었다. |
| 로틀링겐                     | 제국도시       | 1240년에 제국 자유령을 얻었다. |
| 로겐부르크                   | 대수도원장후국 | 1126년에 세워졌고, 1482년에 제국 자유령을 얻었다. |
| 로트안데어로트               | 대수도원장후국 | 1126년에 세워졌고, 1376년에 제국 자유령을 얻었다. |
| 로텐펠스                     | 백국           | 임멘슈타트 인근 지역으로 1332년 이래로 몽포르 백작들이 소유했으며, 1565년에 쾨니크제그가 획득했다. |
| 로텐뮌스터                   | 대수도원장후국 | 1224년에 세워졌고, 1237년에 호엔슈타우펜의 프리드리히 2세에게서 제국 자유령을 얻었다.. |
| 로트바일                     | 제국도시       | 1434년에 룩셈부르크의 지기스문트에게서 제국 자유령을 부여받았고, 1519년–1689년 간 스위스 연방에 속해있었다. |
| 잘렘                         | 대수도원장후국 | 1134년에 세워졌고, 1142년에 후엔슈타우펜의 콘라트 3세가 제국 자유령을 부여하였다. |
| 슈센리트                     | 대수도원장후국 | 1183년에 로트안데어로트 대수도원에 의해 세워졌고, 1440년에 제국 자유령을 부여받았다. |
| 슈베비슈그뮌트               | 제국도시       | 1250년에 이래로 제국 자유령을 얻었다. |
| 슈베비슈할                   | 제국도시       | 1280년 이래로 제국 자유령을 얻었다. |
| 지킹겐                       | 영주령         | 크라이히가우 일대 영역이며, 제국 기사인 프란츠 폰 지킹겐의 후임자들이 소유했으며, 1606년부터 남국, 1790년부터는 제국백국이였다.                                                                                               |
| 죄플링겐                     | 대수도원장후국 | 1258년에 딜링겐(Dillingen) 백작들이 세웠으며, 1773년에 울름에 대항해 제국 자유령을 얻었다. |
| 이스니의 성 게오르크 수도원  | 대수도원장후국 | 1096년에 세워졌고, 1781년에 제국 자유령을 얻었다. |
| 슈타디온                     | 백국           | 1705년에 탄하우젠의 영주권(바덴뷔르템베르크 주의 탄하우젠과 혼동 조심)을 사들이면서 제국 자유령에 들어갔고, 1741년에 슈타디온탄하우젠과 슈타디온바르타우젠으로 분리되었다.                                                    |
| 슈타우펜                     | 영주령         | 슈타우펜 남작 (호엔슈타우펜 가문과는 관련이 없다)이 소유하였으며, 1602년에 가계가 단절되어, 그후 외지 외스터라이히의 일부가 되었다가, 1738년에 성 블라시오 수도원이 획득했다.                                                 |
| 슈튈링엔                     | 방백국         | 1251년 이래로 루펜 백작들이 소유했으며, 1582년에 가계가 단절되어, 파펜하임이 획득하였고, 1639년에 퓌르슈텐베르그슈튈링겐으로 넘어갔다.                                                                                        |
| 테크                         | 공국           | 옛 체링겐 가문의 방계 가문이고, 1439년에 가계가 단절되었으며, 1495년에 공작 작위는 막시밀리안 1세가 뷔르템베르크의 공작 에버하르트 1세에게 공작 작위를 주었다.                                                                |
| 테트낭                       | 영주령         | 몽포르 백작들이 소유했으며, 1780년에 외지 외스터라이히의 일부가 되었다. |
| 탄하우젠                     | 영주령         | 탄하우젠 (바이에른 주의 탄하우젠과 혼동 조심) 인근 영역이다. |
| 텡겐                         | 백국           | 1488년 이래로 튜턴 기사단의 마이나우 사령관부에게 다스려지는 후면백국(Rare County)이며, 1522년에 전면백국(Front County)을 외지 외스터라이히에게 넘겨주었다가 1663년부터 아우어슈페르크 대공들이 소유했다.                     |
| 위버링엔                     | 제국도시       | 1400년 쯤에 제국 자유령을 승인받았다. |
| 울름                         | 제국도시       | 12세기에 제국 자유령을 얻었다. |
| 우르스베르크                 | 대수도원장후국 | 1128년에 세워졌고, 1143년에 제국 자유령을 얻었다. |
| 발트부르크조넨부르크         | 궁내관부       | 뉘치데르스 인근 영역이며, 1455년 이래로 발트부르크의 청지기가 영주권을 소유했으며, 1463년에 프리드리히 3세가 제국 자유령을 주었고, 1511년에 가계가 단절되었다.                                                                |
| 발트부르크트라우흐부르크     | 궁내관부       | 이즈니 인근 트라우흐부르크 주변 영역이며, 1306년 이래로 발트부르크가 소유했었고, 1628년 이래로 제국백국이였으며, 1772년에 가계가 단절되었다.                                                                                  |
| 발트부르크셔                 | 궁내관부       | 셔 성 인근 옛 프리트베르크 백국이며, 1454년 이래로 발트부르크조넨부르크가 소유했으며, inherited by Waldburg-Trauchburg in 1511년에 발트부르크트라우흐부르크가 상속하였고, 트룬 운트 탁시스에게 넘어간다.                      |
| 발트부르크볼페크차일         | 궁내관부       | 로이트키르히 인근 차일 성 주변 영역이며, 이래로 발트부르크가 소유했으며, 1508년에 발트부르크트라우흐부르크로부터 볼페그와 발트제를 획득했었고, 1589년에 분리되었다.                                                           |
| 발트부르크볼페크             | 궁내관부       | 1589년부터 발트부르크볼페그차일의 일부였으며, 1628년부터 제국백국이였고, 1667년에 다시 분리되었으며, 1798년에 단절되었다. |
| 발트부르크발트제             | 궁내관부       | 1667년부터 발트부르크볼페그의 일부였으며, 1798년에 발트부르크볼페그를 상속받았고, 1803년에 후국으로 성장한다. |
| 발트부르크차일               | 궁내관부       | 589년부터 발트부르크볼페그차일의 일부였으며, 1628년부터 제국백국이었고, 1674년에 다시 분리되었으며, 1772년에 발트부르크트라우흐부르크를 상속하였고, 1803년에 후국으로 성장했다.                                               |
| 발트부르크부르차흐           | 궁내관부       | 1674년부터 발트부르크차일의 일부였으며, 1803년에 후국으로 성장했다. |
| 방겐                         | 제국도시       | 1286년에 합스부르크의 루돌프에게서 제국 자유령을 얻었다. |
| 바일                         | 제국도시       | 1275년 이래로 제국 자유령을 얻었다. |
| 바인가르텐                   | 대수도원장후국 | 1056년에 바이에른의 벨프 1세가 세웠으며, 1274년에 제국 자유령을 얻었다. |
| 바이세나우                   | 대수도원장후국 | 1145년에 세워졌으며, 1257년에 제국 자유령을 얻었다. |
| 베텐하우젠                   | 사제장후국     | 1130년에 세워졌다. |
| 비젠슈타이크                 | 영주령         | 헬펜슈타인 가문이 소유했으며, 1627년에 퓌르슈텐베르크와 바이에른으로 나뉘게 되었다. |
| 빔펜                         | 제국도시       | 1300년에 제국 자유령을 얻었다. |
| 뷔르템베르크                 | 공국           | 12세기에 비르템베르크 백국이 세워졌고, 1495년에 막시밀리안 1세가 공국으로 승격시켜주었다. |
| 첼암하르머스바흐             | 제국도시       | 14세기 이후로 제국 자유령을 얻었다. |
| 츠비팔텐                     | 대수도원장후국 | 1089년에 세워졌고, 1750년에 뷔르템베르크로부터 제국 자유령을 얻었다. |

## 참고 자료
- Imperial Circles in the 16th Century Historical Maps of Germany